# Південна Гідра

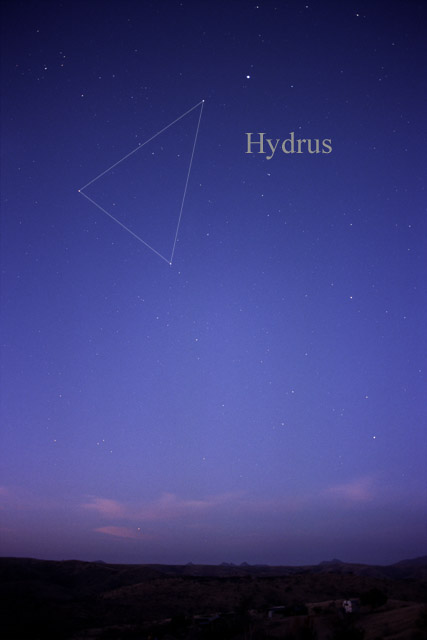
Південна Гідра неозброєним оком.

Півде́нна Гі́дра (лат. Hydrus)— сузір'я південної півкулі неба, містить 32 зорі, видимих неозброєним оком. На території України не спостерігається.
Нове сузір'я. Введено Петером Планціусом на глобусі 1598 року, згодом у 1603 скопійоване Йоганом Байєром у його атлас «Уранометрія». Назва Hydrus латинською мовою має чоловічий рід. Очевидно, що така назва Планціусом введена для протиставлення сузір'ю Гідри, латинська назва якої (Hydrae) має жіночий рід.